# 久保町站
久保町站（日语：／ Kubochō eki */?）是位於和歌山縣和歌山市久保丁，南海電氣鐵道和歌山港線的鐵道車站（廢站）。車站於2005年（平成17年）11月27日廢除。
此站至和歌山港站之間的和歌山港線是由和歌山縣擁有（第三種鐵道事業），實際由南海電氣鐵道運行（第二種鐵道事業者）。當此站廢除後，此站所在的位置便名為縣社分界點（日语：／），以分辨管轄範圍。

## 歷史
- 1956年（昭和31年）5月6日：和歌山港線開業，此站啟用[3]。
- 2005年（平成17年）11月27日：此站與築地橋站和築港町站一同廢除。此站廢除後變為了「縣社分界點」[4][1][2]。

## 車站構造

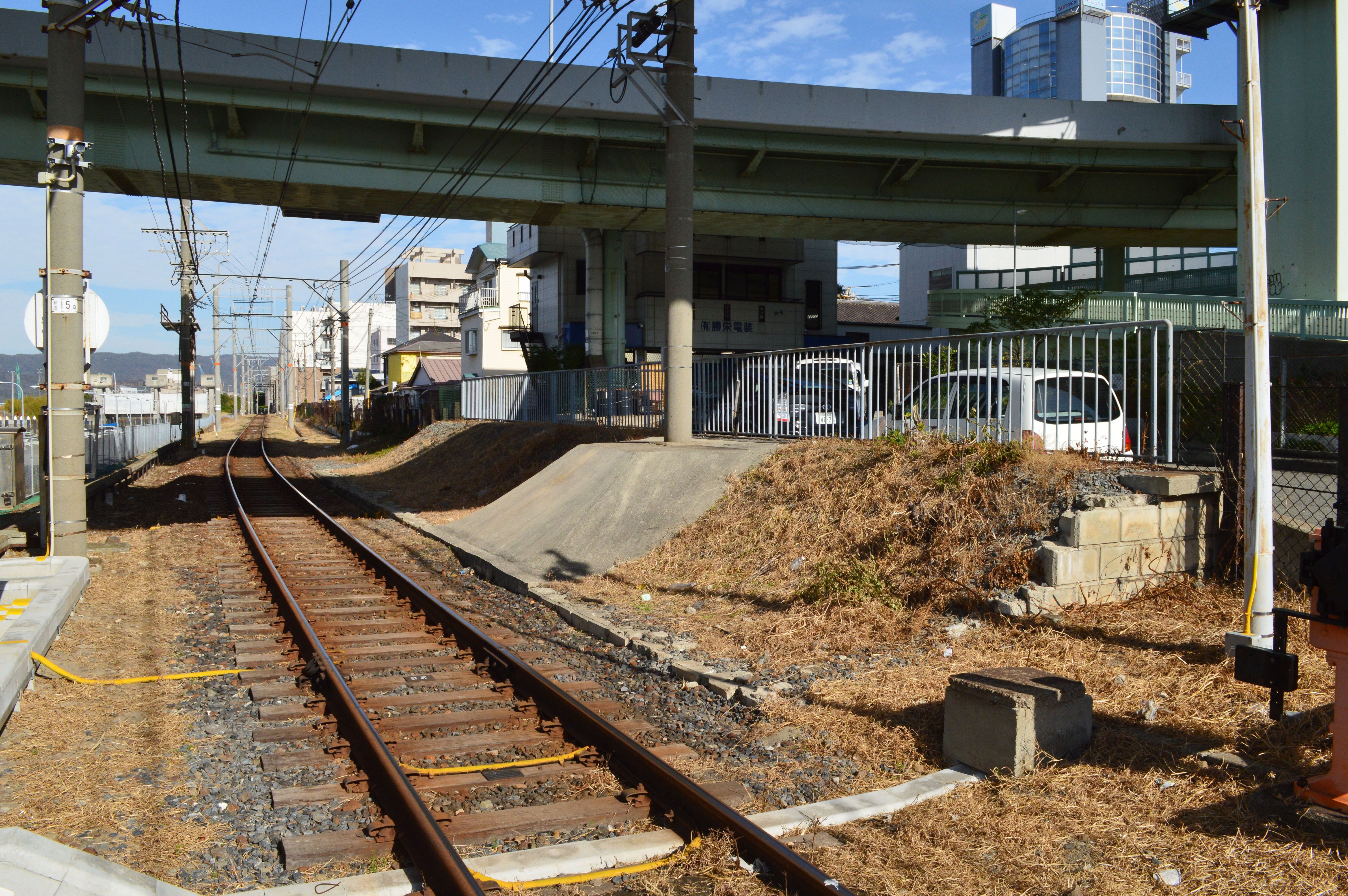
月台遺跡（2018年12月）

此站是一座地面車站，設有1面1線的單式月台。站內只有月台，為一座無人車站。此站沒有自動售票機或自動閘機。在廢站後把月台移除，但是剩下了部分月台柵欄和盛土部分。

## 車站周邊
在此站上方設有和歌山縣道752號和歌山阪南線高架橋，該橋樑會跨越紀之川，而橋樑的名稱為紀之川大橋。另外，在車站西側鄰接紀之川的支流市堀川。

## 使用狀況
以下為廢站前的一日平均上下車人次列表：
| 年度               | 1日平均 上下車人次 | 參考資料    |
| ------------------ | ------------------ | ----------- |
| 1980年（昭和55年） | 134                | [ 5 ]       |
| 1985年（昭和60年） | 156                | [ 5 ]       |
| 1990年（平成02年） | 140                | [ 5 ]       |
| 1995年（平成07年） | 131                | [ 5 ]       |
| 2000年（平成12年） | 137                | [ 5 ]       |
| 2001年（平成13年） | 127                | [ 5 ]       |
| 2002年（平成14年） | 104                | [ 5 ] [ 1 ] |
| 2003年（平成15年） | 90                 | [ 5 ] [ 1 ] |
| 2004年（平成16年） | 82                 | [ 5 ] [ 1 ] |
| 2005年（平成17年） | 99                 | [ 5 ]       |

## 相鄰車站
南海電氣鐵道
和歌山港線
現時
和歌山市－（縣社分界點）－和歌山港
2005年11月27日前
和歌山市－久保町－築地橋

## 注腳
1. 1 2 3 4 5   (PDF). 南海電気鉄道. 2005-05-16  [2018-03-07]. （原始内容 (PDF)存档于2006-10-08） （日语）.
2. 1 2  和歌山県. .   [2021-08-14]. （原始内容存档于2023-10-22） （日语）.
3. 1 2  草町義和. . 乗りものニュース. 2018-03-05  [2018-03-07]. （原始内容存档于2024-02-01） （日语）.
4. 1 2  草町義和. . 乗りものニュース. 2018-03-05  [2018-03-07]. （原始内容存档于2020-10-15） （日语）.
5. 1 2 3 4 5 6 7 8 9 10   (PDF). 和歌山県企画部地域振興局総合交通政策課.   [2021-08-14]. （原始内容 (PDF)存档于2021-01-24） （日语）.